# Carex mandshurica
Carex mandshurica är en halvgräsart som beskrevs av Karl Friedrich Meinshausen. Carex mandshurica ingår i släktet starrar, och familjen halvgräs. Inga underarter finns listade i Catalogue of Life.